# 明烏 (電影)
《明烏》（英語：akegarasu）是福田雄一創作的劇本，由Bravo Company劇團於2011年9月在惠比壽Echo劇場上首次演出，2015年7月在下北澤車站前劇場再次演出。2015年5月16日將其電影化，由福田雄一編劇和執導， 菅田將暉主演。

## 劇情概要
主角Naoki任職於一間位於品川名叫「明烏」的牛郎店，這間牛郎店生意慘淡，原先的頭牌跳槽到別處後更是雪上加霜。但對比之下，Naoki的生活才叫慘不忍睹，他向黑社會借了巨款，卻遲遲還不出錢來，被討債集團的人威脅說若不能在期限內還出錢來，就要將他扔進東京灣裡餵魚。迫在眉睫之際，Naoki意外地透過簽賭贏得了一大筆獎金，突如其來的幸福讓他得意忘形的在牛郎店裡開派對大肆慶祝一番，並且喝到酩酊大醉。隔天醒來後，簽賭贏錢的事彷彿像是夢境般不曾發生過，不僅錢財憑空消失，周圍的人也像是完全不記得有這件事。距離還錢的期限越來越近，這將是他人生中最痛苦、最煎熬的十二小時。

## 登場人物
「明烏」員工
- Naoki：菅田將暉

主角。店內位階最低的牛郎。向黑社會欠下巨款。
- Aoi：城田優

牛郎。輕浮且愚蠢，但受歡迎。
- Norio：若葉龍也

牛郎。做事認真，卻理性又死板。
- Rei：柿澤勇人

新人。高傲、目標是成為頭牌。
- Hiro：松下優也

前頭牌。
- Akira：室剛

店長。
相關人物
- 明子：吉岡里帆

女學生。因為付不出消費金額，而被扣留在牛郎店裡。
- 五郎：佐藤二朗

Naoki的父親。
- 山崎：新井浩文

討債人。
- 阿姨：伊藤昌子

牛郎店的常客，喜歡Aoi。

## 製作團隊
- 編劇：福田雄一
- 導演：福田雄一
- 撮影執導：工藤哲也
- 撮影：佐藤康祐
- 美術：尾関龍生
- 燈光：藤田貴路
- 録音：高島良太
- 整音：スズキマサヒロ
- 音效：荒川望
- 編集：栗谷川純
- 造型師：神波憲人
- 髮型師：内城千栄子
- 選曲：小西喜行
- 選角：田端利江
- 執行製片：和田大輔
- 副導演：星秀樹
- 記錄：赤澤環
- 主題曲：［Alexandros］「候鳥」
- 製作人：高橋善之、百武弘二、鈴木仁行
- 制作主任：水野祐汰
- 製片人：永田芳弘、村上比呂夫
- 製作著作：小林智浩、久保田博紀

## 外部連結
- 明烏 -akegarasu- （页面存档备份，存于）－Bravo Company
- 明烏 -akegarasu- （页面存档备份，存于）－Bravo Company
- 明烏 （页面存档备份，存于）－電影官方網站
- 明烏的X（前Twitter）